# 中華民國—俄羅斯關係
中華民國與俄羅斯聯邦的關係可以指1912—1922年與俄罗斯帝国（通稱帝俄、沙俄）及苏维埃俄国（通稱苏俄）之間的關係，也可以指1922—1991年与蘇維埃社會主義共和國聯盟（通稱蘇聯）之間的關係，以及1991年至今与俄羅斯聯邦（通稱俄羅斯）之間的關係。
1913年，中华民国北洋政府作为清朝的后继政权获得俄罗斯帝国的外交承认。1917年俄罗斯爆发革命及内战。1918年8月22日，中华民国北洋政府作为协约国成员发表《海参崴宣言》，拒绝承认苏维埃俄国，随后出兵西伯利亚。1920年9月23日北洋政府宣布中止与沙俄政府的外交关系。
1922年，蘇聯成立后與中華民國数次建交与斷交。1924年5月，中华民国北京政府和苏联互换恢复外交关系的协议。1927年12月14日，南京国民政府因广州事变发布对苏联断绝邦交令，此时国际上代表中华民国的北洋政府还存在。1929年7月17日，因中东铁路事件，苏联政府宣布与南京国民政府绝交，撤回苏联驻中国使馆及侨务代表。1932年12月12日，中苏恢复外交关系。
1949年10月2日，苏联在中华人民共和国成立后隔日即與中华民国斷交、與中华人民共和国建交。1991年苏联解体后，俄罗斯联邦繼承苏联的外交原则，不承认中华民国，但和台湾互設代表機構。

## 中华民国与帝俄／苏俄关系

### 俄罗斯帝国时期
从1911年起，俄罗斯布尔什维克的合法报纸《明星报》就开始连续报道中国革命情况。1912年1月1日，中華民國临时政府在南京成立，孙中山就任中华民国临时大总统。1月5日，由流亡国外的列宁在多瑙河之畔起草的《关于中国革命的决议》在俄国社会民主工党的大会上获得通过，这是列宁及其领导的社会民主工党对孙中山及新成立的中华民国进行声援。
1912年2月，中華民國派駐俄罗斯帝国代表，由前清廷出使俄國欽差大臣陸徵祥直接擔任。
1912年3月31日，孙中山卸任临时大总统前夕，在南京同盟会成员的饯别会上发表《民生主义与社会革命》，主张国家按地价收税，使中国农民问题在发展中逐渐解决。他不赞成另外一条道路，即立即由国家没收土地分配给农民。1912年7月15日孙中山这篇文章被译为俄文，发表在布尔什维克的《涅瓦明星报》上。而列宁也在这天的报上发表了《中国的民主主义和民粹主义》，对孙中山的主张给予严厉批评：“从学理上来说，这个理论是小资产阶级‘社会主义者’反动分子的理论，因为在中国可以‘防止’资本主义，认为中国既然落后，就比较容易实行‘社会革命’等等，都是极其反动的空想。”列宁认为道路只有一条，即“在土地方面实行国有化以保证资本主义最迅速的发展”。後來对于1917年俄羅斯十月革命后的一系列政策，孙中山也持有异议。

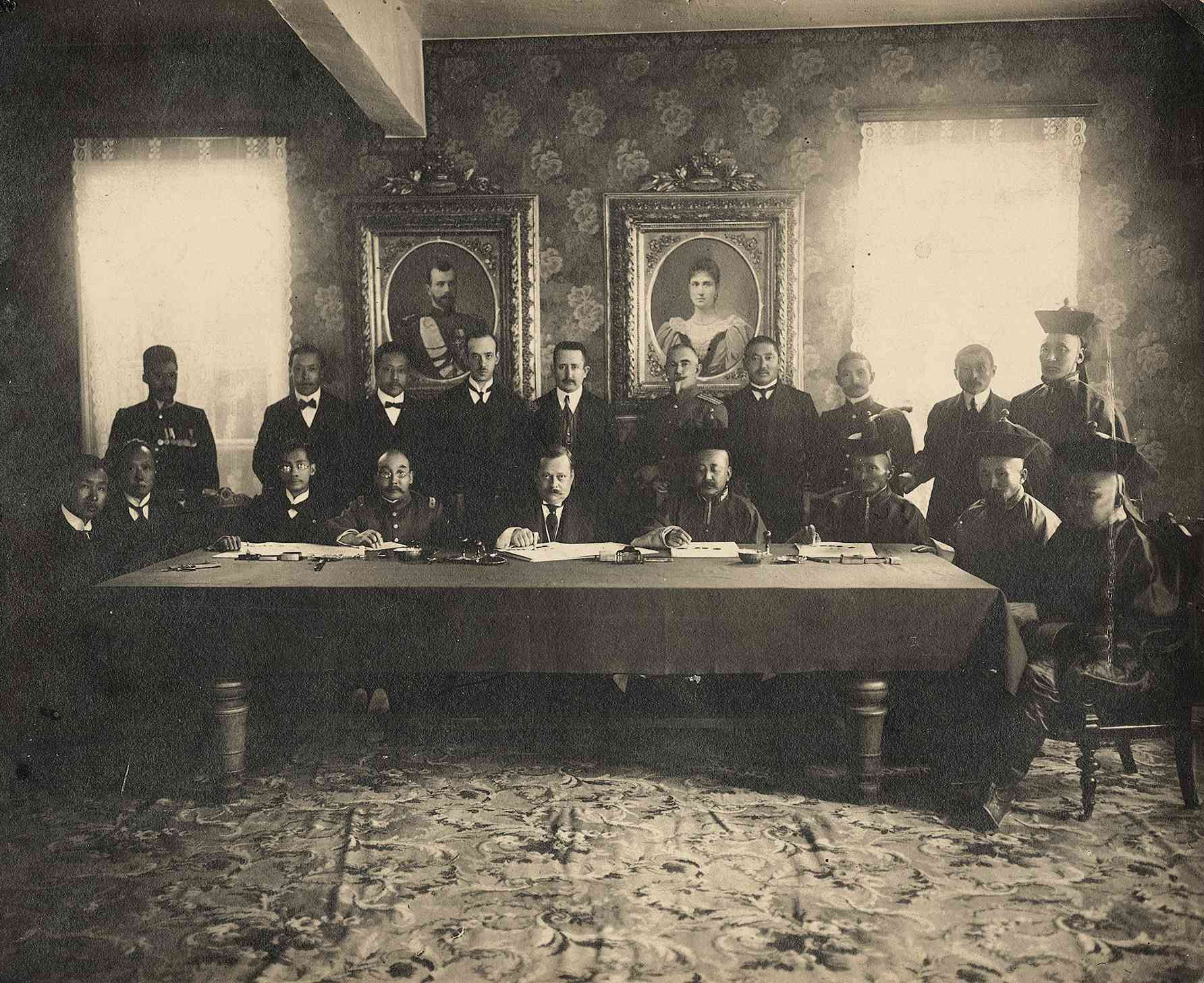
《中俄蒙协约》签订现场（1915年）

1912年11月3日，沙俄不顾中国政府不承认外蒙古独立的严正声明，强迫外蒙傀儡政府签订《俄蒙协约》，声称“蒙古对中国的过去关系已经终止”，规定俄国政府“扶助蒙古的自治”，在蒙古享有特权。11月7日，中国政府发表声明，概不承认俄国与外蒙叛乱集团所订任何条约。1913年9月18日，中国外长孙宝琦同俄国驻华公使库朋斯齐达成《中俄声明文件》，中国不在外蒙驻兵、殖民、设官，承认外蒙自治，承认《俄蒙协约》及其专条，换回俄国承认中国在外蒙的宗主权，基于宗主权而衍生出俄国承认外蒙古为中国领土一部分。中国对蒙权力已由主权改为宗主权。1913年10月6日，俄羅斯帝國承認中華民國北洋政府。於首都彼得格勒設立中華民國駐俄羅斯帝國公使館、於首都北京設立俄羅斯帝國駐中華民國公使館，並互派公使。1915年中華民國、俄罗斯帝国與外蒙古签订《中俄蒙协约》，实际承认俄罗斯对外蒙古的控制权。
| 日期          | 簽署             | 備註                                                           |
| ------------- | ---------------- | -------------------------------------------------------------- |
| 1913年11月5日 | 《中俄声明文件》 | 中国对外蒙权力由主权改为宗主权                                 |
| 1915年6月7日  | 《中俄蒙协约》   | 确认了《中俄声明文件》《中俄声明另件》和《俄蒙商务专条》的效力 |

### 苏维埃俄国时期

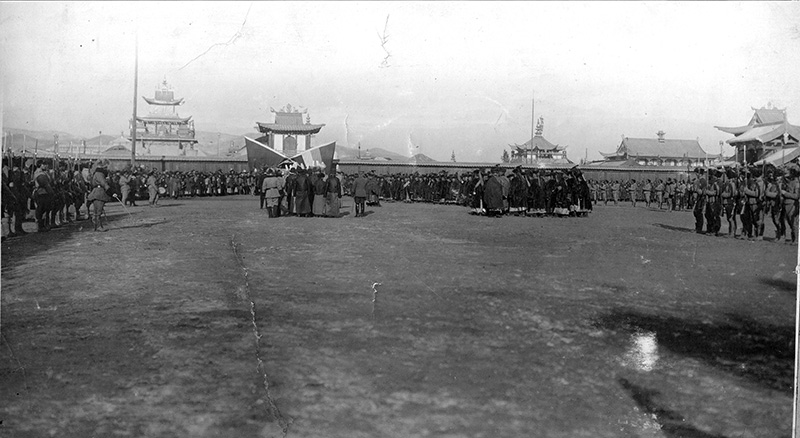
外蒙古撤销自治仪式（1920年1月）

1917年3月，俄羅斯帝國被推翻後，臨時政府成立，駐華公使由原俄羅斯帝國公使續任。
1917年11月，布尔什维克在十月革命中夺取政权后，由于消息来源有限，对当时中国发生的事以及中国政治势力间的分化实际上并不了解，从而弄不清应如何与中国当时存在的南北两个政府打交道。中華民國北洋政府追隨各協約國政府的政策，拒絕承認蘇維埃政府。1918年2月26日，駐俄國公使劉鏡人根據北洋政府的命令撤離彼得格勒。中华民国北洋政府繼續承認克倫斯基政府舊俄國的外交代表，并在1918年5月同日本政府簽訂了關於反對蘇俄的秘密軍事協定，不久就加入了帝國主義各國對俄羅斯遠東和西伯利亞地區的武裝干涉。
俄國內戰中，俄国白军退至中俄边界继续抵抗。1917年12月，苏俄红军和俄國白军在海参崴郊外展开激战。陆是元于12月5日以「中国驻海参崴总领事」的名义致电北洋政府外交部，请求仿照美国和日本的做法，派遣军队进入西伯利亚，保护侨民。1918年2月26日，駐俄公使館撤退回國，兩國邦交中斷。1918年8月22日，北洋政府发布出兵宣言，称此次出兵系赞同联合各友邦之义举，而以尊重俄国领土与主权为目的，绝不干涉俄国内政。一俟贯彻此目的，即当撤退全部军队。中国政府外交部表示，中国出兵西伯利亚的兵力为1,700人，分两期运送。但实际上两次出兵，共有4,000多人。1919年，北洋政府海军部又调派了四艘武汉的长江江防舰队，开赴海参崴。从1918年4月18日海容号抵达海参崴算起，到1921年中国最后一艘换防舰“永健”号离开海参崴截止，三年间，中国舰队一直在执行撤侨护侨的任务。
1919年10月29日，中华民国西北筹边使徐树铮到达外蒙古视察部队，将博克多汗软禁起来，胁迫其签订《改善蒙古未来地位六十四条》，完全放弃外蒙古自治，将一切权力上交中华民国政府。中华民国大总统徐世昌以此为由，宣布外蒙古取消自治，废除《中俄蒙协约》。
1920年，远东共和国派駐中華民國外交代表。
北洋政府面对沙俄政府的彻底垮台，苏俄政权日益巩固的事实，于1920年9月23日宣布中止同沙俄政府的外交关系，并对蘇俄政权予以极大的关注。
1921年，中華民國與蘇維埃俄國互派外交代表。

## 中华民国与苏联关系

### 1949年前
1923年1月16日，孫中山與蘇聯外交部副部長越飛於上海見面，商談政黨合作問題，并共同發表《孙文越飞宣言》。
1923年10月，中華民國派駐苏联外交代表。
1924年，兩國簽署《中俄协定》，苏联宣称放弃在华条约特权。5月31日，簽署《中苏解决悬案大纲协定》，恢復邦交並升格為大使級外交關係，於首都莫斯科設立中華民國駐蘇維埃社會主義共和國聯盟大使館、於首都北京設立蘇維埃社會主義共和國聯盟駐中華民國大使館，並互派大使，中華民國皆由臨時代办使事。
1927年4月19日，由於北洋政府下令搜查蘇聯大使館，兩國外交關係緊張，駐華大使館人員返國。12月14日，因為广州张黄事变及廣州暴動，南京國民政府宣佈對蘇聯斷交，但蘇聯當時承認北京北洋政府，因此斷交令未生效。
1928年12月29日，东北易帜，國民革命軍北伐結束、南京國民政府實現中國南北統一及北京北洋政府時期告終。
1929年7月18日，中東路事件導致兩國斷交。7月23日，國民政府外交部下令關閉駐蘇聯大使館。
1932年12月12日，兩國再次恢復大使級外交關係。於首都南京與莫斯科互設大使館，並互派大使，蘇聯大使由原外交代表加拉罕升任。
自1930年代起，苏联势力就已染指新疆地区，当时主政新疆的盛世才在苏联政府和民国政府之间摇摆。最终在苏联支持下，1944年在新疆多地爆发武装叛乱，而其中伊宁武装暴动又成为三区革命开始的标志。

### 1949年后
1949年10月1日，中华人民共和国成立，3日，苏联與中华人民共和国建交，與中华民国斷交，成为國府在国共内战失利後第一个與其断交的国家。11日，關閉大使館。
中華民國政府遷臺後，以「反共抗俄」為號召，並稱中共為「俄帝國主義者」侵略世界的一環，在國際新聞上也多次使用「俄帝」一詞指責蘇聯政權。如1956年因埃及納瑟政權承認中華人民共和國並建交、宣布與埃及斷交時，《中央日報》就以「埃及甘附俄帝承認共匪偽政權 我政府採斷然措置與埃斷絕外交關係」為頭版標題。
1950年11月30日，蘇聯在聯合國安全理事會上支持中華人民共和國代表伍修權等提出之「美國侵略台灣案」，為該案唯一的贊成國。
1952年，中華民國政府向聯合國提出《聯合國大會505號決議》（控蘇案）獲得通過，次年經立法院通過廢除《中蘇友好同盟條約》。

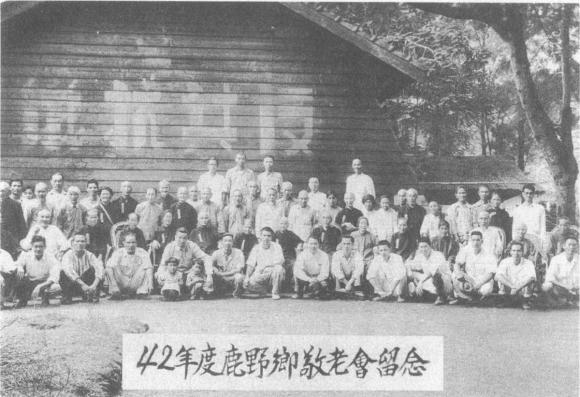
1953年，台灣台東鹿野鄉敬老會全體合影。背後建物，以超過兩人寬的中文字體，由右至左書寫著「反共抗俄」字樣。此一口號曾在1950至60年代的台灣廣為傳播。

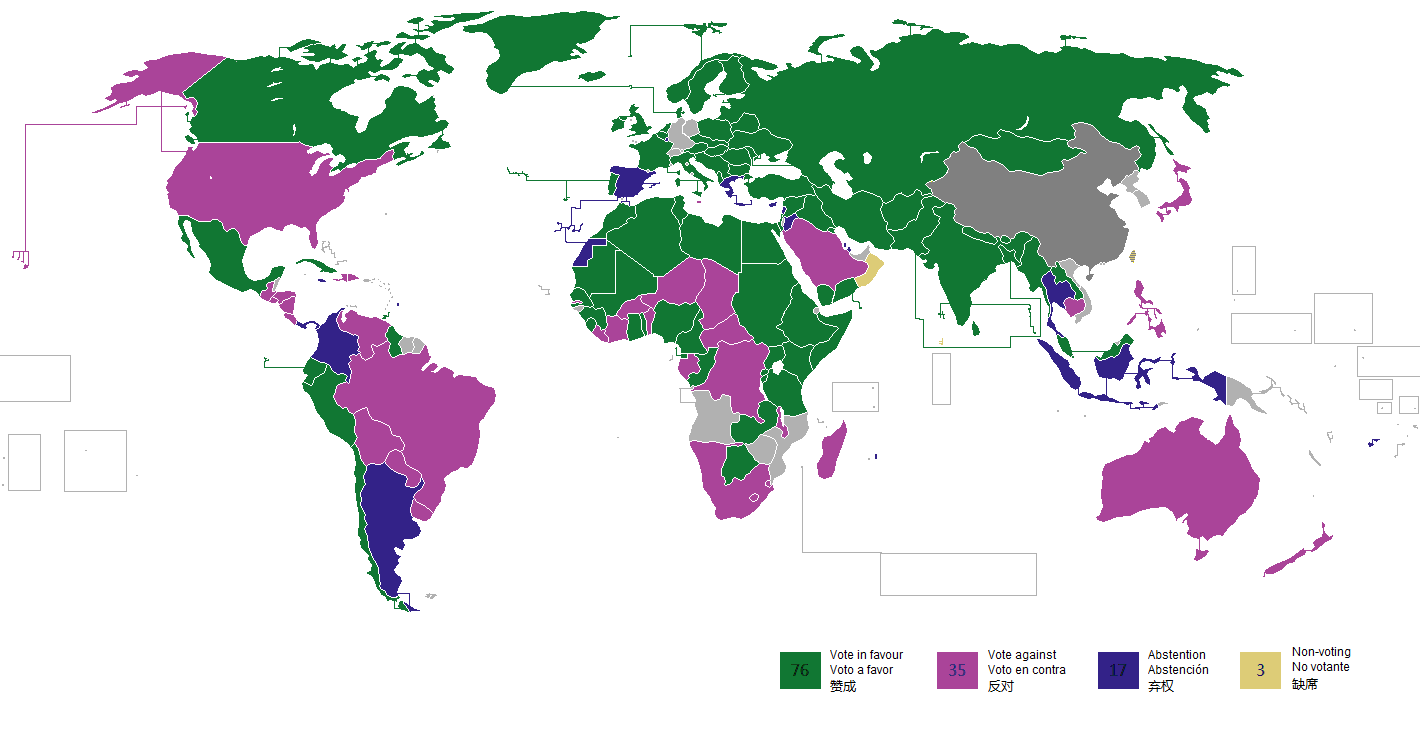
綠色國家表示在1971年的投票中反對中華民國續留聯合國，即《聯合國大會2758號決議》，俄羅斯當時是蘇聯的加盟共和國（俄羅斯蘇維埃聯邦社會主義共和國），由蘇聯作為主權國家參與投票。

1954年6月，發生蘇聯油輪被中華民國海軍扣留之陶普斯號事件。
冷戰期間，中華民國在意識形態和制度上均偏向以美國為首的資本主義陣營，復加上蘇聯本身的封閉，使雙方幾乎沒有往來。中華民國政府認為在國共內戰中敗退且失去中國大陸的原因，就在於蘇聯對中國共產黨的長期資助和扶持，遂在台灣長期宣揚「反共抗俄」的立場，不斷在教育及社會各層面貶抑蘇聯及共產主義的形象，並嚴禁相關事物在臺灣的傳播。蔣中正擴充《蘇俄在中國》一書，詳述俄國自清末以來對華之侵略歷史，以做為對蘇聯的警惕和提防。此一時期的教育宣傳至今仍影響台灣社會對俄國的觀感。
1968年10月22日，蘇聯記者維克多·路易斯抵臺，展開秘密外交，曾與國防部長蔣經國密談。:759。
1969年4、5月間，路易斯紧急要求台灣提出所需武器的清單。1969年6月，路易斯急邀台灣指派人員赴歐洲與蘇聯聯絡，並稱一旦戰事開始，不便聯絡。希望台灣在下次會見時開出所需軍備清單。路易斯聲稱武器不必直運台灣……而可在台灣反攻時運達登陸地點。蘇聯需台灣反攻詳細計畫。例如如何利用蘇聯軍事基地的具體方式、在何種區域所需何種和數量的武器等。台灣登陸期間蘇軍會製造與中國人民解放軍的邊境衝突事件。出于对蘇聯與路易斯的提防，蒋中正拒绝与路易斯进行有关武器援助种类的谈判。
1971年10月25日，身為共產陣營龍頭及聯合國安全理事會常任理事國之一的蘇聯在中苏交恶和珍寶島衝突的背景下，仍然支持中華人民共和國加入聯合國、排除中華民國的會籍，即《聯合國大會2758號決議》（中華民國稱為「排我納匪」案）。而早在1950年代蘇聯就曾多次提案排除中華民國（是為「中國」代表權問題）。
1982年10月15日，流亡在海外，立場反共的蘇聯籍諾貝爾文學獎得主索忍尼辛應吳三連基金會之邀來台訪問，在台北中山堂發表題目為《給自由中國》的演說。
1985年，戈巴契夫出任蘇聯共產黨中央委員會總書記成為蘇聯最高領導人，提出「新思維」及經濟改革政策後，雙方始逐漸恢復少量交流。1988年，連戰出任外交部長，一上任即促成「蘇聯貿易訪問團」成行。訪蘇是台灣經貿外交的一大突破，但這項大膽的外交行動由於事先未按過去的常例徵詢沈昌煥的意見，在決策定案之後，又不理會沈的勸阻，引起沈昌煥的恐慌和不滿，於是沈昌煥便在國民黨中常會中大舉反攻，手拿《蘇俄在中國》一書，痛斥「訪蘇團」的成行，引發了一場風暴。結果總統李登輝順勢解除沈的總統府秘書長職務，轉任總統府資政，在外交上結束了近30年的「沈昌煥時代」。

### 雙邊協定
| 日期          | 簽署 | 備註     |
| ------------- | --- | -------- |
| 1924年5月31日 | 《中苏解决悬案大纲协定》 |          |
| 1924年9月20日 | 《中华民国东三省自治政府与苏维埃社会联邦政府之协定》 | [ 註 3 ] |
| 1937年8月21日 | 《中蘇不侵犯條約》 |          |
| 1939年6月16日 | 《中蘇通商條約》 |          |
| 1939年9月9日  | 《中蘇為組設哈密阿拉木圖間定期飛航協定》 | [ 註 4 ] |
| 1945年8月14日 | 《關於中蘇此次共同對日作戰蘇聯軍隊進入中國東三省後蘇聯軍總司令與中國行政當局關係之協定》 《中蘇關於大連之協定》 《中蘇關於旅順口之協定及附件》 《中華民國與蘇維埃社會主義共和國聯邦關於中國長春鐵路之協定》 《中華民國蘇維埃社會主義共和國聯邦友好同盟條約》 | [ 註 5 ] |
| 1991年11月4日 | 《行政院國家科學委員會與蘇聯國家工程學院間科技合作備忘錄》 | [ 26 ]   |

## 中華民國與俄羅斯聯邦關係

### 外交
依據中華民國的「法定領土」，中華民國對現由俄羅斯實際控制的唐努烏梁海、江東六十四屯等地在名目上均有領土聲張。但目前就外交部的說明，事實上均已承認其屬於俄國之現狀。
1991年12月，苏联解体、獨立國家國協（獨立國協）成立，俄罗斯联邦成为苏联的繼承國。1992年9月15日，俄罗斯总统葉爾辛签署关于俄罗斯联邦与台湾关系的总统令，重申俄罗斯承认只有一个中国，中华人民共和国政府是代表全中国人民的唯一合法政府，台湾是中国不可分割的一部分。
2001年5月，俄羅斯與其他9個國家在世界衛生大會（WHA）總務委員會中，發言反對中華民國（台灣）以觀察員身分參與世界衛生大會。
2002年，中央研究院副院長曾志朗與行政院國家科學委員會（國科會）主委應「俄羅斯基礎科學研究基金會」邀請參加該會十週年慶祝活動，但由於中華人民共和國的阻撓，俄羅斯外交部拒發國科會主委赴俄簽證，曾志朗也決定不參加該活動。
2002年7月，全國性之社團法人「臺俄協會」成立，以增進台俄雙方人民的友誼和合作，並促進台灣與俄羅斯及其他獨立國協國家在經貿、投資、科技、文化、教育、觀光等領域的交流。
2020年4月，對於2019冠状病毒病疫情在全球擴散，俄羅斯女醫師協會（RMWA）會長岡察洛娃（Olga Goncharova）致函世界卫生组织（WHO）秘書長谭德塞，呼籲將台灣納入WHO各項會議、機制與活動，並邀請台灣參與世界卫生大会（WHA）；俄羅斯總統普丁前經濟顧問伊拉里翁諾夫向俄羅斯語讀者介紹台灣的防疫模式與成果，包括全文翻譯中華民國外交部長吳釗燮對美國智庫哈德遜研究所的演講，並對比「自由台灣與集權中國」在疫情因應上的優劣。
2021年6月，俄羅斯總統普丁在接受美國全国广播公司（NBC）專訪時被問及，若中國進攻台灣，俄羅斯會有何反應，普丁笑了幾聲後表示「什麽？你知道中國要用武力解決台灣問題？我對此事一無所知。」「我無法評論此事，這件事還未發生。過去幾年，中國與美國各通過不同方式與台灣發展關係，幸運的是並未走向軍事衝突。」
2021年10月12日，有媒體詢問俄羅斯外交部長拉夫羅夫如何評價中國大陸在臺灣問題上的行動、統一台灣的企圖以及中國大陸的涉台措施是否對該地區的安全構成威脅時，拉夫羅夫表示「俄羅斯將台灣視作中華人民共和國的一部分」，又稱「俄羅斯的政策會以此為出發點」。13日，俄羅斯總統普丁在接受美國媒體訪問時表示，中國是強大的經濟體，通過這種經濟實力，完全有能力實現統一台灣的目標，根本不必動用武力，因此現在看不到任何戰爭的威脅。這是俄羅斯連續兩天對台灣問題表態，積極呼應中華人民共和國對台灣的統一政策。
2022年2月4日，俄羅斯總統普丁與中華人民共和國主席习近平在北京舉行會談並發表《聯合聲明》，其中提到俄羅斯完全支持中華人民共和國在台灣問題上的立場，反對任何形式的台灣獨立。
2022年2月24日，俄羅斯入侵烏克蘭，中華民國外交部嚴厲譴責俄羅斯對烏克蘭的侵略行動。先前傳出臺灣可能禁止半导体等科技產品進入俄羅斯，外交部強調，臺灣作為國際社會一員，願意參與各項有助於和平解決爭端的努力。2月25日，中華民國政府宣布將參與國際社會對俄羅斯的經濟制裁。3月7日，俄羅斯聯邦政府公布對其採取不友好國家與地區名單，中華民國被以「臺灣（中國）」（Тайвань (Китай)）列入名單中。
2022年10月27日，俄羅斯總統普丁發表外交政策演說，在評論台海議題時，重申支持中國對台灣的主張，並稱美國聯邦眾議院議長訪台是對中國的「挑釁」，批評美國為此毀掉與中國的關係實屬錯誤。12月30日，普丁與中華人民共和國主席習近平舉行會談，普丁再次表示支持中國對台灣議題的立場，堅定恪守一個中國原則。中華民國外交部對於普丁的言論均表達抗議與譴責。
2023年3月30日，俄罗斯外交部資訊暨新聞司長兼發言人札哈洛娃在記者會對於今日俄罗斯記者提問，近期美台高層互動頻繁，以及「台灣當局領導人」蔡英文訪美，回應「台灣是中國不可分割的一部分，台海兩岸關係純屬中國內政，中方有權在台灣問題上採取必要措施維護自身主權和領土完整。」4月1日，中華民國外交部對此表達嚴厲譴責，痛批其「貶抑台灣主權地位的不當言論」，抨擊俄羅斯「扈從極權中共並為其侵略擴張的陰謀尋找藉口」。
2023年4月10日，俄羅斯克里姆林宫發言人佩斯科夫對於中國人民解放軍在台灣周邊舉行軍演一事，表示「中國有權在台灣周邊演習，因為中國面臨多次挑釁行為，各國都該尊重中國或其他國家，採取相應行動的權力。」
2023年6月27日，俄羅斯2艘守護級護衛艦由南向北航經臺灣宜蘭縣蘇澳外海約26海里處，接近臺灣24海里鄰接區。
2024年1月13日，中華民國總統選舉結束後，俄羅斯外交部資訊暨新聞司長兼發言人札哈洛娃表示，台灣問題純屬中國內政，俄羅斯承認世界上只有一個中國，中華人民共和國政府是代表全中國的唯一合法政府，台灣是中國不可分割的一部分，並反對任何形式的台灣獨立。14日，中華民國外交部表示其扈從中國的「一中原則」謬論，悖離事實且不尊重台灣人民自由意志，予以嚴厲譴責。
2024年5月20日，中華民國總統當選人賴清德宣誓就職，扎哈洛娃表示，這是不尊重他國主權與其外交政策文件中的國際義務的行為。華盛頓與其僕從國繼續使台海局勢升級，蓄意破壞亚太地区的穩定與安全，阻礙中國的和平統一。島內分裂勢力在以美國為首的西方國家的推波助瀾下，給台海兩岸關係帶來不和諧因素。
2024年7月30日，巴黎奧運的女子羽量級拳擊比賽開始後，中華臺北選手林郁婷與阿爾及利亞選手捲入性別爭議風波，美國拳擊協會執行長麥卡提（Mike McAtee）指控幕後黑手是俄羅斯籍的國際拳擊總會（IBA）主席克列姆列夫，企圖擾亂巴黎奧運賽事。8月5日，由IBA執行長與前醫療委員會主席召開記者會，克列姆列夫則透過方式參與，但IBA未提出任何實質證據，克列姆列夫甚至提到「臺灣就是中國的一部分」。8月7日，俄羅斯駐联合国副常任代表、前駐臺灣代表紀柏梁（Дмитрий Алексеевич Полянский）在联合国安全理事会表示「有些運動員此前未能通過IBA的荷爾蒙測試，從該會的測試來看，這些人是男性。」8月9日，中華民國外交部對於紀柏梁的說法給予以最嚴厲的譴責。教育部體育署則研議賽後與選手、律師以及国际奥林匹克委员会（IOC）討論如何採取對IBA提告。此前在IBA召開記者會前，中華奧林匹克委員會於4日已委託律師向IBA發出警告信函，必要時將會提告。中國國民黨立法委員許宇甄呼籲政府停止購買俄羅斯天然气。8月12日，林郁婷表示，對於IBA與網路上的不友善言論，「我已經用奧運金牌證明」。IOC已多次公開聲明與證明其參賽資格完全沒問題，不需要再向外界證明任何事。
2024年9月1日，臺灣年代電視台播出中華民國總統賴清德的專訪，賴清德表示「中國要併吞台灣其實也不是為了領土的完整，如果真的是為了領土的完整，他為甚麼不拿回俄羅斯佔有的《璦琿條約》所簽的那些土地？現在俄羅斯是最弱的時候，對不對，你清朝時期所簽的《璦琿條約》，你中國現在可以跟俄羅斯要，可是你也沒有。所以很顯然，他不是因為領土的關係才要來侵略台灣。」俄羅斯外交部發言人札哈洛娃回應，俄羅斯一貫堅持「一個中國原則」，中華人民共和國政府是中國唯一合法政府，因此「台灣當局領導人無權代表北京發表任何聲明」。俄方建議賴清德不如更專注於處理台灣的經濟問題，並以具建設性的態度對待中華人民共和國領導層關於「和平統一」的提案。俄方相信「我們在北京的朋友們也採取相同立場」。希望「台北盯著別人東西看時別高估自己能耐」；受美國人煽動、主張「分離主義」的「賴」可以恣意「吠叫」，但這不會給他個人或台灣民眾帶來任何好處。

#### 人員互訪（1992年至今）
僅列舉部分名單：
中華民國：前副總統連戰、前行政院長張俊雄、司法院大法官城仲模、謝在全、陳新民、經濟部長施顏祥、財政部長張盛和、交通部長林陵三、毛治國、教育部長蔣偉寧、政務委員陳士魁、曾志朗、國際貿易局長陳瑞隆、黃志鵬、環境保護署長沈世宏、衛生署長邱文達、消防署長趙鋼、中央健康保險署長李伯璋、經濟建設委員會主任委員尹啟銘、文化建設委員會主任委員黃碧端、農業委員會主任委員陳保基、勞工委員會主任委員陳菊、王如玄、體育委員會主任委員趙麗雲、戴遐齡、蒙藏委員會委員長高孔廉、許志雄、中華奧林匹克委員會主席黃大洲、中華民國對外貿易發展協會董事長林振國、許志仁、梁國新、民主進步黨主席許信良、臺北市長郝龍斌、台北市議會議長吳碧珠、高雄市議會議長康裕成、台中市議會議長林士昌、國立台灣大學校長陳維昭、李嗣涔、國立臺灣師範大學校長張國恩、國立交通大學校長張懋中、國立成功大學校長黃煌輝、國立體育大學校長高俊雄。
1992年1月，中華民國外交部次長章孝嚴訪俄，代表中華民國政府致贈俄羅斯10萬噸食米之人道援助。
1995年12月，臺北市長陳水扁應普列漢諾夫經濟學院之邀訪問俄羅斯，與聖彼得堡副市長普丁會晤。陳水扁在擔任總統後更積極開展雙邊關係，如包機直航、航太研究合作等。
2010年6月8日，中華民國總統夫人周美青以雲門舞集榮譽團長身分訪問俄羅斯，並參加契訶夫國際劇場藝術節，這也是中華民國總統夫人首度訪問俄羅斯；2013年6月3日，周美青再度以榮譽團長身分率領雲門舞集和無垢舞蹈劇場訪問俄羅斯，並參觀托爾斯泰紀念莊園，由俄羅斯總統普丁的文化顧問，也是托爾斯泰的玄孫親自接待和導覽。
俄羅斯：前第一副總理羅伯夫、下議院議長、上議院教育科學委員會主席索羅寧（Yuri Solonin）、下議院地緣政策委員會主席米特方諾夫、下議院情報小組委員會主席溫格洛斯基（Aleksandr D. Vengerovskiy）、俄羅斯自由民主黨主席吉里諾夫斯基、濱海邊疆區長納茲德拉成科、俄羅斯聯邦卡爾梅克共和國總統伊柳姆日諾夫、商工總會長史密爾諾夫（Smirnov）、俄羅斯工程學院長古謝夫（Boris Gusev）、俄羅斯科學院遠東分院長謝爾基研科（Valentin Sergienko）、韃靼共和國創新城市經濟特區管理局長諾索夫（Igor Nosov）、聖彼得堡國立大學校長薇兒碧芝卡亞（Verbitskaya）、克里姆林宮博物館長羅金齊娃（Rodimtseva）、普希金博物館長安东诺娃。
1994年3月23日，擔任過蘇聯最高領導人和蘇聯共產黨總書記的戈巴契夫應立法委員黃煌雄與《聯合報系》邀請抵台訪問。當晚與黃煌雄夫婦晚宴並贈送給戈巴契夫象徵台灣精神的台灣水牛銅鑄。並與總統李登輝會晤，共同強調民主自由是世界潮流，而民主的改革與自由的追求應在平和的環境下進行。3月24日，赴立法院發表演說。

### 代表機構
1992年9月2日，俄羅斯總統葉爾辛指示設立莫斯科台北經濟文化協調委員會（莫北協），並於9月15日簽署頒布1072號總統令《俄羅斯聯邦與台灣關係條例》賦與設處的法律依據。
1993年7月12日，中华民国在莫斯科設立具大使館功能的臺北莫斯科經濟文化協調委員會駐莫斯科代表處，1994年4月11日，自莫斯科都市酒店的臨時辦公室遷入新址。除俄羅斯業務，另兼轄9個獨立國家國協，與前會員國喬治亞、烏克蘭。中華民國對外貿易發展協會駐莫斯科辦事處亦合署办公。2022年6月10日，再搬遷至現址。外交部對於是否與俄烏戰爭有關，表示有很多原因，空間或租金等因素考量都有可能，且搬遷不是短期就可以完成，沒有政治力介入。
1996年12月15日，俄羅斯也於台北設立類似功能的莫斯科台北經濟文化協調委員會駐台北代表處。其具有領務功能，可協助處理有關簽證、文件證明等業務。

### 經濟
中華民國政府自1990年3月開放對蘇聯直接貿易、投資。但苏联解体後的俄罗斯顧及與中華人民共和國的關係，對與中華民國的高層官員互訪交流並不熱衷，有礙兩國經貿關係成長。

#### 貿易
中華民國對外貿易發展協會（外貿協會）於首都莫斯科設立台灣貿易中心。經濟部國際貿易署也於莫斯科設立駐俄羅斯代表處經濟組。
| 年分 | 貿易總額      | 貿易總額 | 貿易總額 | 出口至俄羅斯  | 出口至俄羅斯 | 出口至俄羅斯 | 自俄羅斯進口  | 自俄羅斯進口 | 自俄羅斯進口 | 順逆差 |
| 年分 | 金額          | 年增減   | 排名     | 金額          | 年增減       | 排名         | 金額          | 年增減       | 排名         | 順逆差 |
| ---- | ------------- | -------- | -------- | ------------- | ------------ | ------------ | ------------- | ------------ | ------------ | ------ |
| 2017 | 4,393,643,628 | ▲26.5%   | 21       | 1,090,135,858 | ▲25.8%       | 25           | 3,303,507,770 | ▲26.8%       | 16           | 逆差▲  |
| 2018 | 5,378,396,301 | ▲22.4%   | 19       | 1,116,446,348 | ▲2.4%        | 27           | 4,261,949,953 | ▲29.0%       | 14           | 逆差▲  |
| 2019 | 4,256,681,586 | ▼20.9%   | 22       | 1,119,542,532 | ▲0.3%        | 26           | 3,137,139,054 | ▼26.4%       | 17           | 逆差▼  |
| 2020 | 4,255,338,422 | ▼0.0%    | 21       | 1,020,714,046 | ▼8.8%        | 26           | 3,234,624,376 | ▲3.1%        | 15           | 逆差▲  |
| 2021 | 6,333,760,940 | ▲48.8%   | 19       | 1,319,223,033 | ▲29.2%       | 26           | 5,014,537,907 | ▲55.0%       | 15           | 逆差▲  |
| 2022 | 5,779,918,058 | ▼8.7%    | 25       | 855,120,464   | ▼35.2%       | 32           | 4,924,797,594 | ▼1.8%        | 17           | 逆差▲  |
| 2023 | 4,979,960,446 | ▼13.8%   | 23       | 793,284,579   | ▼7.2%        | 31           | 4,186,675,867 | ▼15.0%       | 17           | 逆差▼  |
| 2024 | 5,156,266,346 | ▲3.5%    | 23       | 599,285,659   | ▼24.5%       | 36           | 4,556,980,687 | ▲8.8%        | 16           | 逆差▲  |

2023年的兩國貿易項目如下：
出口至俄羅斯的前10大項目為：特定用途器具之零件；機動車輛所用之零件與附件；手用扳手與扳鉗、有無把手之可互換扳手套筒；手工具、噴燈、老虎钳、夹子、砧、手提鍛爐、磨輪；電音響或視覺信號器具；橡膠或塑料加工機或以此類原料製造產品之機械；鋼鐵製螺釘、螺栓、螺帽、螺旋鈎、車用螺釘、鉚釘、橫梢、開口梢、墊圈與類似製品；特定用途機器之零件與附件；由兩件或以上配合成套供零售之工具；自行車或機動車輛用之電氣照明或信號設備、擋風板刮刷器、去霜或去霧器等。
自俄羅斯進口的前10大項目為：煤、煤磚、煤球與煤製類似固體燃料；石油與提自瀝青礦物之油類（原油除外）、以石油或瀝青質礦物為基本成份之未列名製品、廢油；铁或非合金鋼之半製品；未經塑性加工铝；石油氣與其他氣態碳氫化合物；生鐵與鏡鐵；僅具有氮杂原子之杂环化合物；未經塑性加工镍；合金鐵；甲殼類動物等。

#### 投資
根據中華民國經濟部投資審議司統計，截至2023年，臺商對俄羅斯的總投資金額為2,943萬美元，計有12件。以業別區分主要為資通訊、運輸旅遊、食品貿易等。將地區總部設於莫斯科的國際廠商，通常亦兼轄鄰近的多國家市場，2022年俄烏戰爭至今，臺商在俄羅斯仍有部分運營情形，主因是經營周邊國家市場。旅遊與食品貿易業者則自2020年起在疫情管制限制措施以及海運不順暢之條件下已大規模縮減，近乎停止運營。先前已成立俄羅斯臺灣商會。
根據中華民國經濟部投資審議司統計，截至2023年，俄羅斯對臺灣的總投資金額為1,539萬美元，計有152件。

#### 會展
舉辦的會議有：台俄民間經濟合作會議（皆於莫斯科舉辦，至2017年已第6屆）、臺俄經貿合作研討會（2005年第2屆）、台俄雙邊企業執行長論壇、台俄合作論壇等。

#### 事件
2022年2月24日，俄羅斯入侵烏克蘭，中華民國政府嚴厲譴責俄羅斯對烏克蘭的侵略行動，並宣布將參與國際社會對俄羅斯的經濟制裁。27日，《华盛顿邮报》報導，積電已完全停止供貨給俄羅斯與上游供應商，中華民國經濟部表示，臺灣配合國際民主國家陣營對俄羅斯啟動制裁，已根據防止武器擴散的《瓦聖納協定》，對輸往俄羅斯戰略高科技貨品進行嚴格審查。台積電亦聲明「將致力遵守剛宣布的新出口管制規定」，臺灣其他半导体廠商也表達配合政府措施。
2022年3月，俄羅斯將中華民國（以「臺灣（中國）名稱」）列入「不友好國家與地區名單」，規定俄國公司與不友好國家的國民與企業交易將受政府外國投資控制委員會批准，包括信貸、證券與不動產所有權等交易。
2022年4月，中華民國經濟部公告修正「戰略性高科技貨品種類、特定戰略性高科技貨品種類及輸出管制地區」，增列「輸往俄羅斯及白俄罗斯高科技貨品清單」，將具有軍商兩用特性，並可能用於大規模武器擴散的57項貨品嚴格管理，後於2023年1月起擴大對俄羅斯的出口管制，新增核能物質、設施與設備；材料、化學品、微生物及毒物等52項貨品，共109項貨品輸俄許可證申請，從嚴審查。依《貿易法》第13條第1項第1款規定，非經許可，不得輸出，並應依戰略性高科技貨品輸出入管理辦法規定，向經濟部國際貿易署或經濟部委任或委託之機關（構）申請戰略性高科技貨品輸出許可證，獲准後憑以報關出口。

### 交流

#### 學術
中華民國教育部自1991年7月設立「獨立國家國協及東歐地區國家來華留學獎學金」，其中包括俄羅斯。後改為教育部的「華語文獎學金」，以及外交部的「台灣獎學金」，提供俄羅斯學生申請赴台研習中文或攻讀碩博士。截至2016年，台灣留俄學生有178人，主要集中在莫斯科及聖彼得堡；在臺的俄羅斯留學生則有375人，攻讀學位及研修語言者各佔半數。此外，有多位華語文教師在俄羅斯各大學任教，推動正體中文教學。
1999年12月，俄羅斯聖彼得堡國立大學校長薇兒碧芝卡亞（Verbitskaya）與副校長抵台訪問，期間頒贈中華民國副總統連戰榮譽博士學位，並參加中國文化大學舉辦的國際學術會議。
2006年11月，國立政治大學舉辦「俄羅斯文學傳統與創新」國際學術研討會、「台北莫斯科論壇：俄羅斯在東北亞的角色」（2008年11月續辦）。2007年5月，舉辦「獨立國協國家民主發展的挑戰與展望」學術研討會。
2002年4月設立駐俄羅斯代表處科技組後，便積極拓展科技合作、共同執行各項協定與備忘錄，除了科技合作之外，還包括人文及社會科學領域。自2008年起，行政院國家科學委員會（後升格為科技部）與俄羅斯基礎研究基金會、人文科學基金會、科學基金會，以及俄羅斯科學院西伯利亞分院、遠東分院共同補助多年期研究計畫案，以及舉行研討會。

#### 援助
1999年9月21日，台灣發生大地震，俄羅斯聯邦政府派遣緊急救援小組70人，搭乘另有10名機員的軍用伊留申76專機運送重型車3輛和30噸搜救裝備於9月22日下午抵達臺中清泉崗機場協助救災，一降落之後馬上趕往東勢鎮東勢王朝大樓的倒塌現場，成為首度降落台灣的俄國軍機。俄羅斯救難隊一行共計83人，實際投入救援工作的有73人。
2000年8月12日，俄羅斯奧斯卡級核子動力潛艇「庫斯科號」在巴倫支海沉沒，艦上118名官兵全數罹難。29日，中華民國外交部致電俄羅斯聯邦政府表達哀悼及慰問之意；總統陳水扁代表政府及人民捐贈20萬美元給予罹難官兵的家屬。
2002年10月，俄羅斯莫斯科歌劇院發生脅持事件，造成重大死傷，台俄協會募款1萬6,000美元給予罹難人士家屬。
2003年9月，俄羅斯阿爾泰共和國發生地震，中華民國外交部與台俄協會捐贈1萬美元做為賑災之用。
2004年9月，俄羅斯北奧塞梯共和國發生武裝恐怖份子挾持校園人質事件，中華民國外交部與台俄協會捐贈家屬5萬美元慰問金；財團法人國際合作發展基金會（國合會）與台俄協會捐贈12萬美元，用於阿爾泰邊疆區進行防治肺結核計畫。

##### 在臺俄羅斯人
截至2022年4月，在臺灣的俄羅斯人有637人。

### 双边協定（1991年至今）
| 日期           | 簽署 | 備註         |
| -------------- | --- | ------------ |
| 1992年3月14日  | 《中華民國行政院農業委員會與俄羅斯聯邦布里亞特自治共和國政府備忘錄》                                                  |              |
| 1992年4月16日  | 《設立台北莫斯科經濟文化協調委員會暨莫斯科台北經濟文化協調委員會議定書》                                              |              |
| 1992年6月27日  | 《中華民國與俄羅斯郵政國際快捷郵件協定》                                                                              |              |
| 1992年9月22日  | 《台北莫斯科經濟文化協調委員會與莫斯科台北經濟文化協調委員會間通航備忘錄》 《台俄觀光備忘錄》                         | 以下簡稱台俄 |
| 1993年6月9日   | 《臺俄量測及儀器技術合作瞭解備忘錄》                                                                                  | [ 註 12 ]    |
| 1995年4月28日  | 《核能研究所與科柴多夫研究所間瞭解備忘錄》                                                                            |              |
| 1997年5月1日   | 《中華民國經濟部國際合作處與俄羅斯國家科學院機械工程研究所之技術合作協議》                                            | [ 註 13 ]    |
| 1998年1月9日   | 《臺俄海運通航議事錄》                                                                                                | [ 註 14 ]    |
| 1998年5月      | 《台俄交換學生協定》                                                                                                  |              |
| 1998年5月5日   | 《台俄科技合作協議》                                                                                                  | [ 63 ]       |
| 1998年7月21日  | 《中俄（羅斯）國際快捷郵件服務協定》                                                                                  |              |
| 1999年7月      | 《中華民國工商協進會與俄羅斯聯邦商工總會合作協議書》                                                                  | [ 67 ]       |
| 2000年7月19日  | 《財團法人工業技術研究院與俄羅斯科學院技術合作備忘錄》                                                                | [ 64 ]       |
| 2000年12月     | 《台俄防災救災領域合作諒解備忘錄》                                                                                    | [ 註 15 ]    |
| 2001年8月23日  | 《行政院國家科學委員會與俄羅斯科學院西伯利亞分院科學技術合作諒解備忘錄》                                              | [ 104 ]      |
| 2002年         | 《國立高雄應用科技大學與莫斯科無線電電機暨自動化大學學術合作協議》 《清雲科技大學與莫斯科斯坦金工業大學學術合作協議》 | [ 57 ]       |
| 2002年9月19日  | 《臺俄就中小型企業領域合作原則瞭解備忘錄》                                                                            |              |
| 2004年4月8日   | 《臺俄（羅斯）國際快捷郵件服務協定》                                                                                  | [ 註 16 ]    |
| 2004年5月      | 《台俄水資源合作備忘錄》                                                                                              | [ 註 17 ]    |
| 2005年11月     | 《台俄蔬菜加工合作備忘錄》                                                                                            | [ 註 18 ]    |
| 2007年6月25日  | 《台俄教育文化瞭解備忘錄》                                                                                            |              |
| 2009年9月      | 《逢甲大學與托木斯克大學學術合作協定》                                                                                | [ 66 ]       |
| 2010年12月     | 《行政院國家科學委員會與俄羅斯科學院遠東分院雙邊共同計畫及研討會之執行辦法》                                          | [ 105 ]      |
| 2013年10月16日 | 《臺灣與俄羅斯聯邦間航空服務協定》                                                                                    | [ 106 ]      |
| 2013年11月     | 《行政院國家科學委員會與俄羅斯科學院西伯利亞分院2014年至2016年合作計畫》                                              | [ 62 ]       |
| 2013年12月     | 《行政院國家科學委員會與俄羅斯科學院遠東分院2014年至2016年合作計畫》                                                  | [ 62 ]       |
| 2014年2月      | 《科技部與俄羅斯基礎研究基金會2014年至2016年合作計畫》                                                                | [ 60 ]       |
| 2014年5月      | 《科技部與俄羅斯人文科學基金會2014年至2016年合作計畫》                                                                | [ 60 ]       |
| 2015年9月      | 《科技部與俄羅斯科學基金會科技合作協議》                                                                              | [ 69 ]       |
| 2017年6月      | 《台北市進出口商業同業公會與莫斯科商工會合作備忘錄》                                                                  | [ 93 ]       |
| 2018年3月27日  | 《台北市電腦商業同業公會與韃靼斯坦共和國Innopolis特別經濟區管理局合作備忘錄》                                         | [ 93 ]       |
| 2018年10月     | 《莫斯科臺灣貿易中心與伊爾庫次克州投資發展局合作備忘錄》                                                              | [ 93 ]       |

### 簽證

持中華民國護照的中華民國國民簽證要求分布圖：入境俄羅斯可以電子簽證

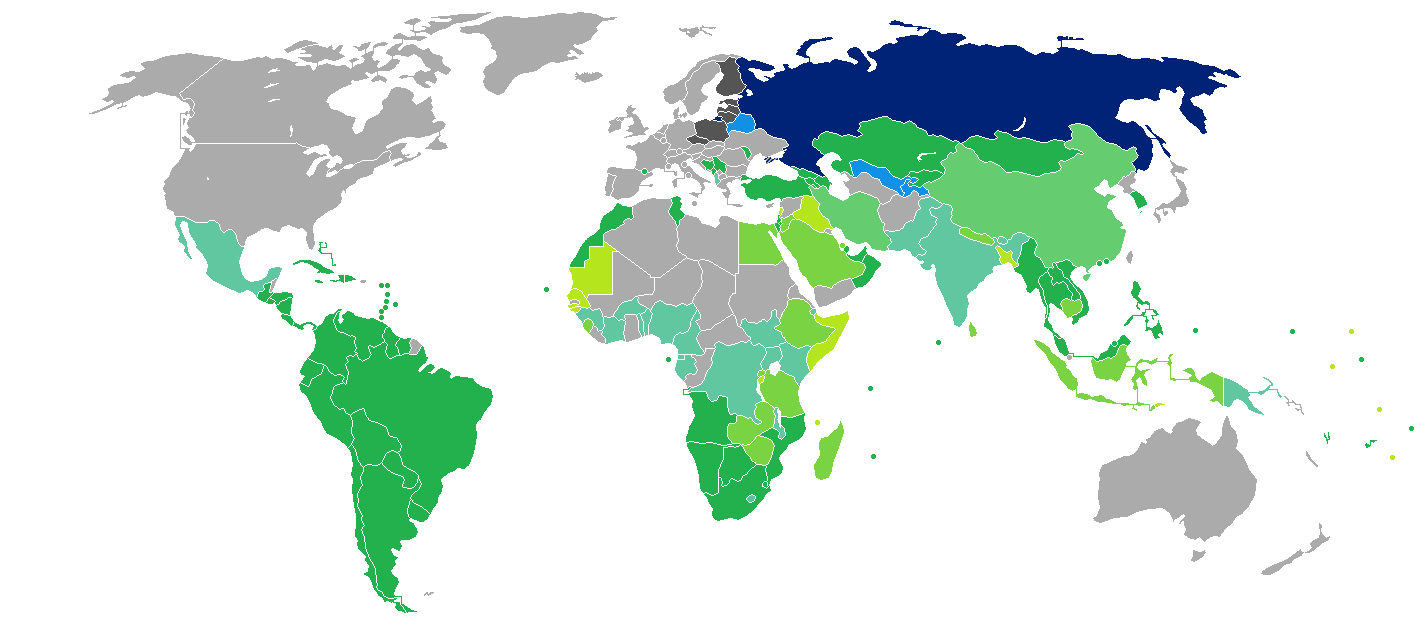
持俄羅斯護照的俄羅斯國民簽證要求分布圖：入境中華民國需要簽證

持有中華民國護照的中華民國國民可以電子簽證的方式入境俄羅斯，最早於入境前40天、最晚於入境前4天提出申請，最多停留16天並不得延期。抵達俄羅斯後7個工作日內，須辦理「抵俄報告通知書」。經俄羅斯轉機，須申請過境簽證。
持有俄羅斯護照的俄羅斯國民原可以免簽證的方式入境中華民國，停留最多21天，期限至2022年7月31日，後正研議是否延長免簽證，因此目前需要申請簽證。

#### 事件
2018年俄羅斯世界盃足球賽期間，持「球迷證（Fan ID）」可免簽證入境俄羅斯。但申請球迷證的官方網站中，台灣後面被加註中國「Taiwan (China)」。對此，中華民國外交部表示，3月初就發現此事並請俄方更正，但俄羅斯外交部表示，俄羅斯遵行「一個中國」政策，向來以「Taiwan (China)」稱呼台灣，並且更改官網有技術上的困難，之後便無正面回應。
2019年6月20日，對於俄羅斯政府在入境簽證簡化政策適用國家，將台灣列為「中國台灣」（Taiwan, China），中華民國外交部表示無法接受，並指示相關駐處要求更正。

### 交通

#### 航空
1993年7月，雙方航權代表團於莫斯科磋商台俄空運通航事宜，並簽署《台俄民航合作協定》。1997年9月3日，透過台北莫斯科經濟文化協調委員會（北莫協）與莫斯科台北經濟文化協調委員會（莫北協）的架構下完成換函生效。9月4日，由雙方外交部同時宣布台北桃園↔莫斯科正式通航，雙方指定的航空公司為台灣的中華航空與俄羅斯的全祿航空。但俄羅斯要求兩家航空公司須先簽署商業協定（Commercial Agreement），並由民航主管機關核准，以致通航計畫延宕。2001年4月，中華航空和長榮航空獲飛越西伯利亞領空權。

##### 客運
2001年4月，長榮航空與海參崴航空首度以包機直飛台北桃園↔海參崴。2002年8月－2003年底，全祿航空與中華航空開辦台北桃園↔莫斯科伏努科沃包機航班。2014年、2015年，全祿和華航（共用全祿班號）再度開辦台北桃園↔莫斯科伏努科沃短期定期航班，在全祿航空於2015年宣告破產後，航班亦宣告終止。2017年，俄羅斯皇家航空開辦台北桃園↔莫斯科謝列梅捷沃、聖彼得堡包機航班。2019年，西伯利亚航空開辦臺北桃園↔海參崴航班。但自2020年起受疫情嚴重影響而全面中斷。
兩國目前無直航班機，可經由（不計航點遠近，截至2023年7月13日）：
因俄羅斯領土廣大、機場眾多，為求航點準確性及節省篇幅，故只選擇經常往返的三地機場。
中華民國→直航第三地→俄羅斯莫斯科機場1、2、3、4
- 臺北松山→上海-浦東、重慶[註 19]、天津（*季節性包機飛莫斯科）、成都、武漢*、杭州（**2023年9月1日復航莫斯科）、福州*→莫斯科。
- 台北桃園→北京-首都、上海-浦東、重慶、天津*、成都、廣州、深圳、西安、武漢*、鄭州*、杭州**、長沙*、青島、南京*、福州*、濟南*、瀋陽*、南寧*、南昌*、貴陽*、太原*、海口*、曼谷、普吉、德里、杜拜、伊斯坦堡→莫斯科。
- 臺中→廣州、深圳、南京*→莫斯科。
- 高雄→北京-首都、上海-浦東、天津*、廣州、深圳、武漢*、杭州**、長沙*、南京*、福州*、南昌*、曼谷→莫斯科。

中華民國→直航第三地→俄羅斯聖彼得堡機場
- 臺北松山→上海-浦東、成都→聖彼得堡。
- 台北桃園→北京-首都、上海-浦東、成都、普吉（季節性包機飛聖彼得堡）、杜拜、伊斯坦堡→聖彼得堡。
- 高雄→北京-首都、上海-浦東→聖彼得堡。

中華民國→直航第三地→俄羅斯海參崴機場
- 台北桃園→曼谷、普吉（季節性包機飛海森崴）→海參崴。
- 高雄→曼谷→海參崴。

##### 事件
1994年3月23日，俄羅斯航空一架由莫斯科謝列梅捷沃國際機場飛往香港啟德機場的客機，途中於西伯利亞地區失事墜毀。機上75名機組員及乘客全部罹難，包括5名中華民國籍乘客。

#### 海運
1998年1月9日，《臺俄海運通航議事錄》於莫斯科簽署，20日在臺北舉行相互換函確認儀式。2月10日，俄羅斯遠東航運公司沙托瓦號貨輪，滿載鉻鐵礦首航高雄港。

## 外部連結
| - 中華民國外交部－俄羅斯聯邦簡介 （页面存档备份，存于） - 台北莫斯科經濟文化協調委員會駐莫斯科代表處（Facebook、科技組） - 外交部領事事務局－國外旅遊警示分級表 - 中華民國衛生福利部－國際旅遊疫情建議等級 - 中華民國國際經濟合作協會 （页面存档备份，存于） - 莫斯科台灣貿易中心（Facebook） | - 莫斯科台北經濟文化協調委員會駐台北代表處（Facebook、Twitter） |